# Werner Ruhnau
Pour les articles homonymes, voir Ruhnau.
Werner Ruhnau, né le 11 avril 1922 à Königsberg (Allemagne) et mort le 6 mars 2015 à Essen (Allemagne), est un architecte allemand, également professeur d'université.

## Biographie

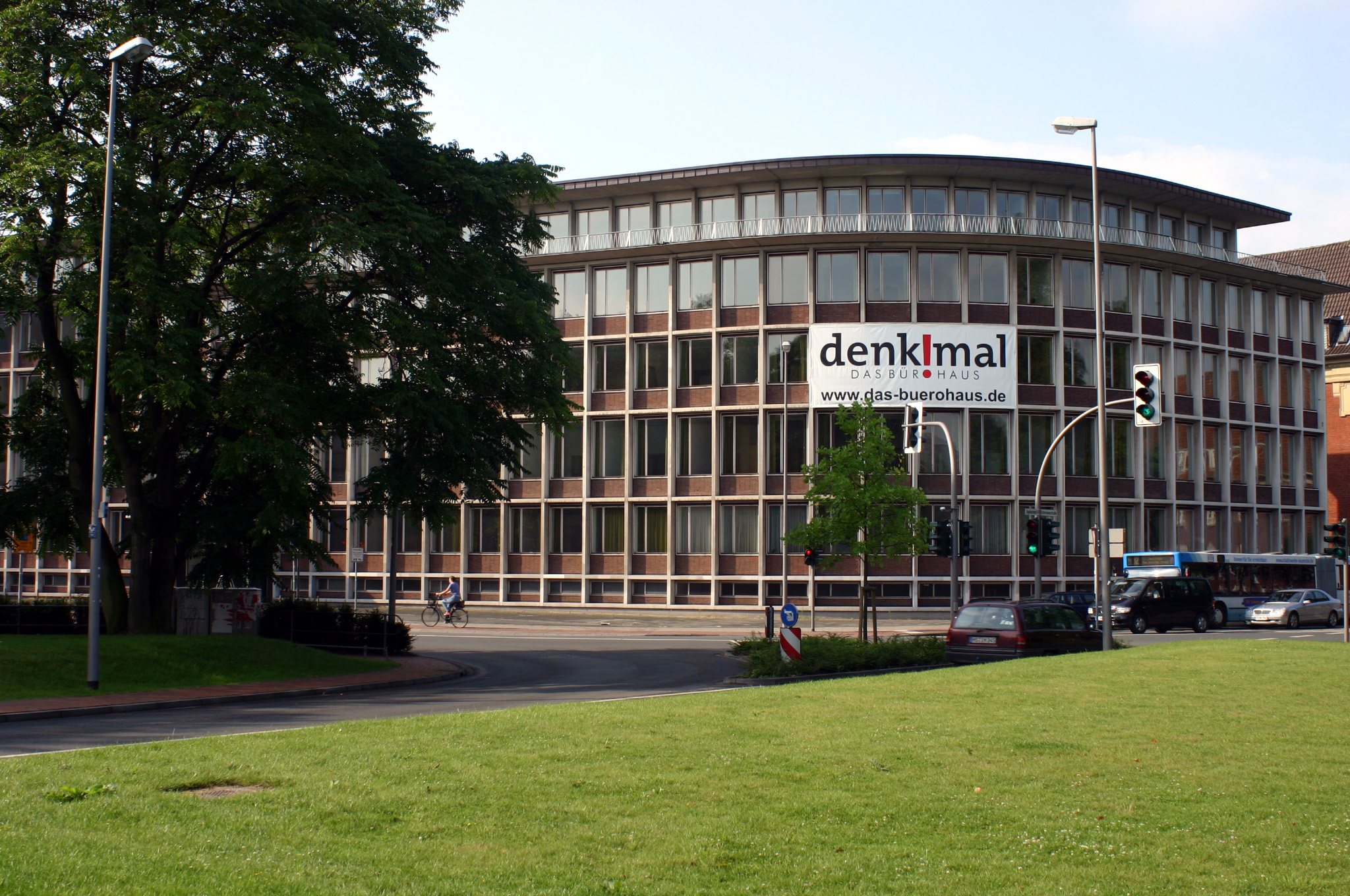
Chambre d'agriculture de Münster, 1951–1952 avec Hardt-Waltherr Hämer, (aujourd'hui immeuble de bureaux et commercial en tant que monument).

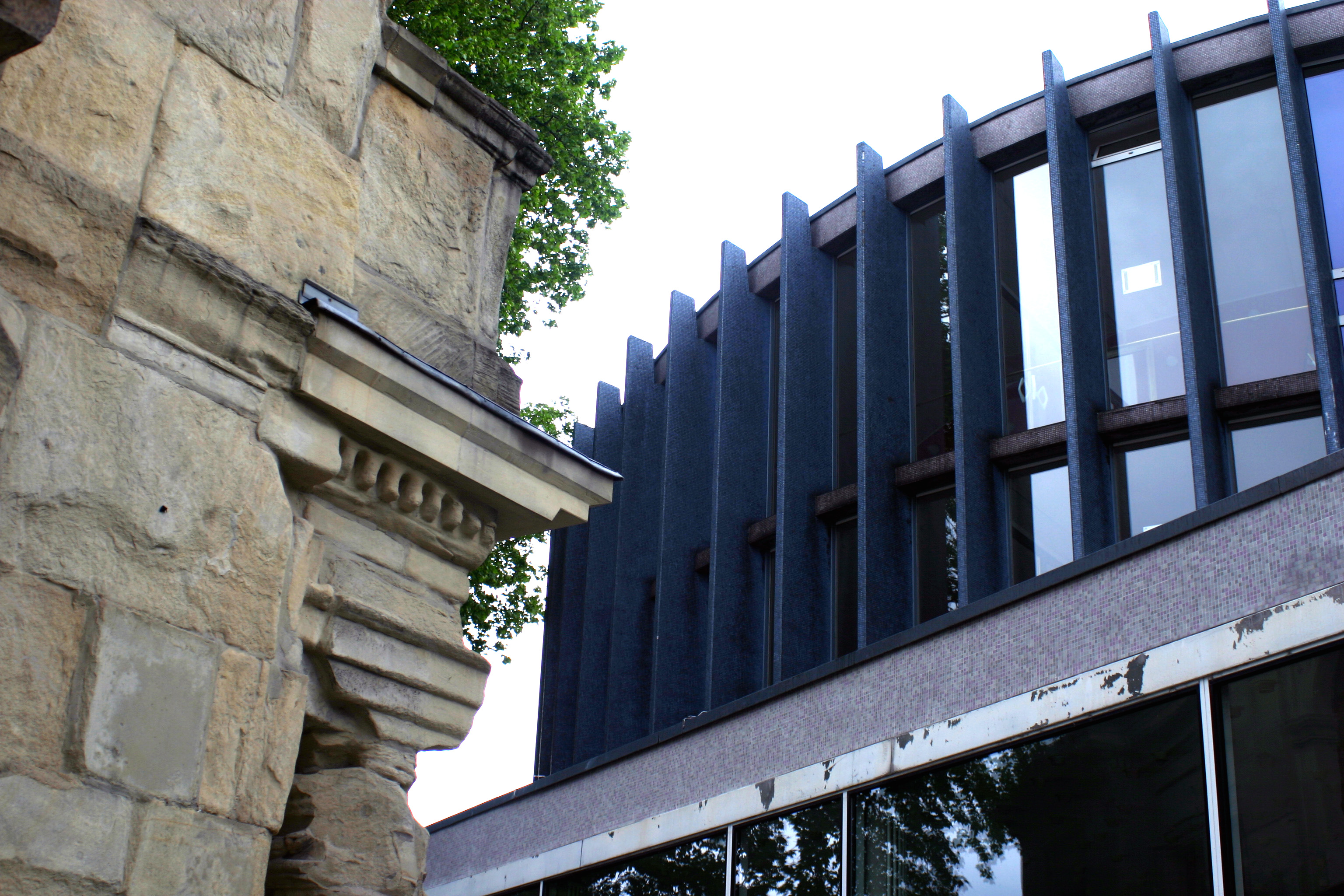
Théâtre de Münster, 1952–1956 Équipe d'architectes de Münster.

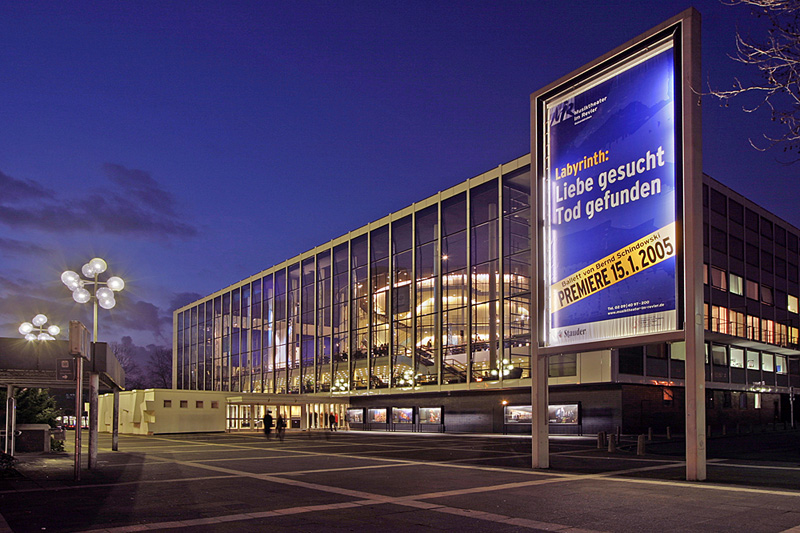
Le théâtre musical du Revier à Gelsenkirchen.

Werner Ruhnau étudie de 1941 à 1950 à l'Université technique de Dantzig, à l'Université technique de Braunschweig et à l'Université technique de Karlsruhe ; il complète ses études par un diplôme d'ingénieur. En collaboration avec Max von Hausen et Ortwin Rave, il réalise le théâtre de la ville de Münster (inauguré le 4 février 1956) et remporte le concours pour le théâtre musical de Gelsenkirchen.
En 1956, Ruhnau fonde son propre bureau à Gelsenkirchen et est chargé d'y construire le théâtre musical. Avec les artistes Yves Klein, Paul Adams, Paul Dierkes, Norbert Kricke et Jean Tinguely, il crée son œuvre la plus importante avec ce grand bâtiment — influencé par le Bauhaus — pour lequel ils mettent en pratique l'idée de la Bauhütte. 

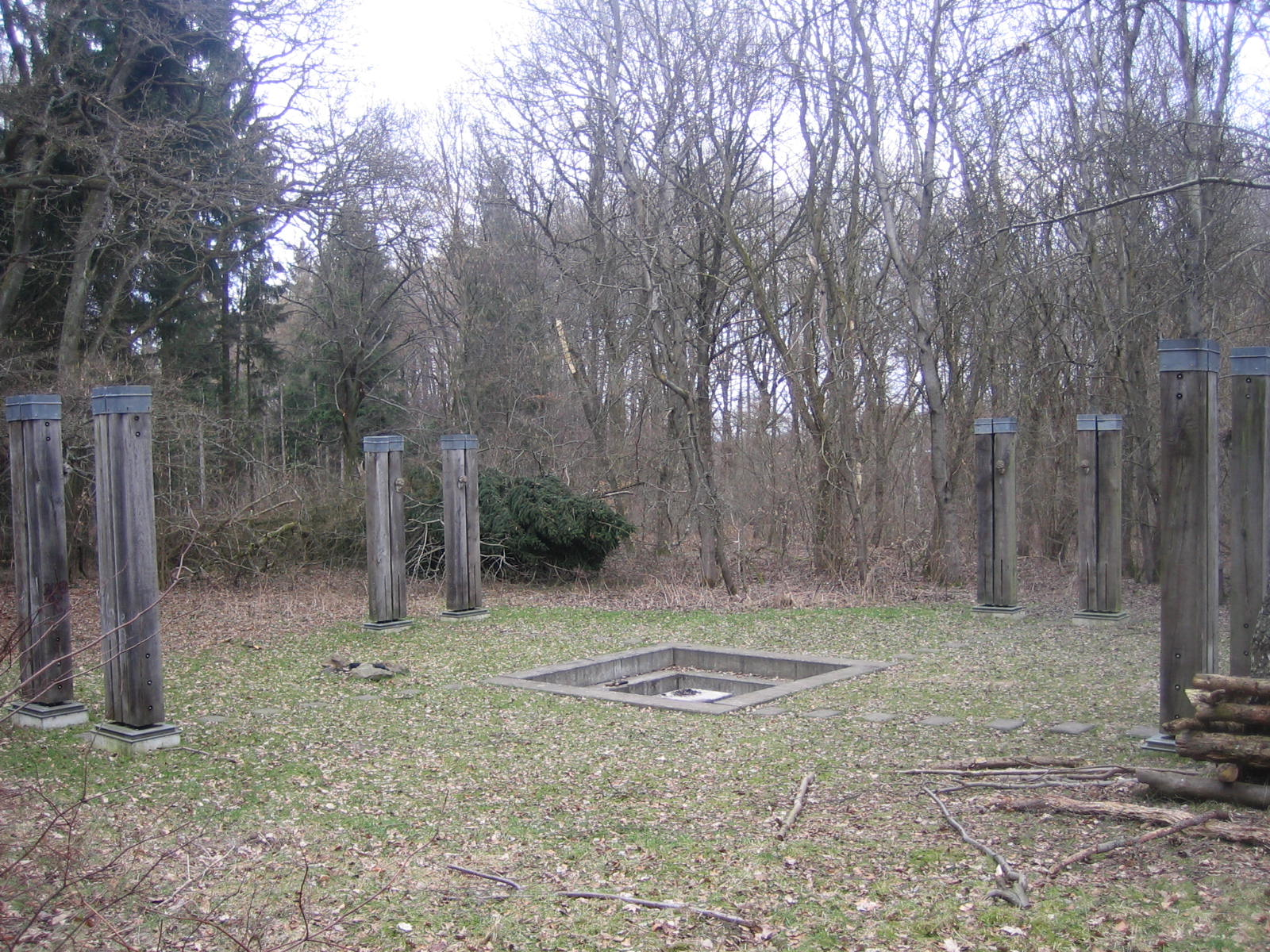
Tombe de Werner Ruhnau dans la Künstler-Nekropole de Kassel, 1995.

De 1965 à 1967, Ruhnau occupe un poste de professeur à l'Université Laval et à l'École d'architecture de Montréal. De 1971 à 1972, il enseigne à l'Université de Cologne, à l'Institut d'études théâtrales. En 1972, Ruhnau développe le bureau sns cloisons de la société Herta KG à Herten pour Karl Ludwig Schweisfurth, dans lequel il inclut des œuvres d'art dans la conception. Des œuvres de Daniel Spoerri, Hugo Kükelhaus, Christo et l'installation Mit (H) ropa de Wolf Vostell ont été exposées dans ces bureaux décloisonnés.

## Littérature / sources
- Werner Ruhnau: Kunst am neuen Theater. In: Bauwelt, 48. Jahrgang 1957, Heft 51, S. 1342–1343.
- Heiner Stachelhaus (Hrsg.): Ives Klein / Werner Ruhnau. Dokumentation der Zusammenarbeit in den Jahren 1957–1960. Bongers, Recklinghausen o. J. (1976).
- Van Ham Datenbank-Archiv, Werner Ruhnau: „Klimatisierung des Raumes“. Hommage à Yves Klein.
- Gerd Hergen Lübben: Cante jondo des Ensembles. »Semaphorismus«. (Zur Skizze von Naftali Bezem, Fassung für Werner Ruhnau, den Architekten des Raumtheaters) In: Gerd Hergen Lübben: „Feuerfuss meinetwegen“ oder „Die Zebattu-Pentade“ – Fünf Stücke. Emphasen für Bühne. Essen 1993,  (ISBN 3-89206-511-X), S. 160.
- Baukunst und Bildende Kunst 1954–1995. Retrospektive von Werner Ruhnau. 1995. (Prospektgestaltung: G. Ruhnau)
- Es war damals erlaubt, in solchen utopischen Dimensionen zu denken. Noemi Smolik sprach mit Werner Ruhnau über dessen Zusammenarbeit mit Yves Klein. In: Kunstforum International, Nr. 129 (1995), S. 392–394.
- Bund Deutscher Architekten – Bezirksgruppe Ruhrgebiet (Hrsg.), Michael Hesse u. a.: Werner Ruhnau. Gelsenkirchen 2002.
- M:AI Museum für Architektur und Ingenieurkunst NRW (Hrsg.): Werner Ruhnau. Der Raum, das Spiel und die Künste. Gelsenkirchen 2007.
- Ulrich Brinkmann: Werner Ruhnau in Gelsenkirchen. In: Bauwelt, 98. Jahrgang 2007, Nr. 18, S. 6–7.
- 50 Jahre Theaterbau Gelsenkirchen 1959–2009. Werner Ruhnau. Konzeptionen und ihre Geschichte. o. O. 2009,  (ISBN 978-3-00-029247-7).
- LABKULTUR.TV europäisches Webmagazin über Stadt, Wandel, Zukunft: Der Essener Architekt Werner Ruhnau – Ein Traum in Ultramarinblau. (18. Juni 2012. – consulté le 9 August 2014.)